# Harrington jacket
Pour les articles homonymes, voir Jacket.

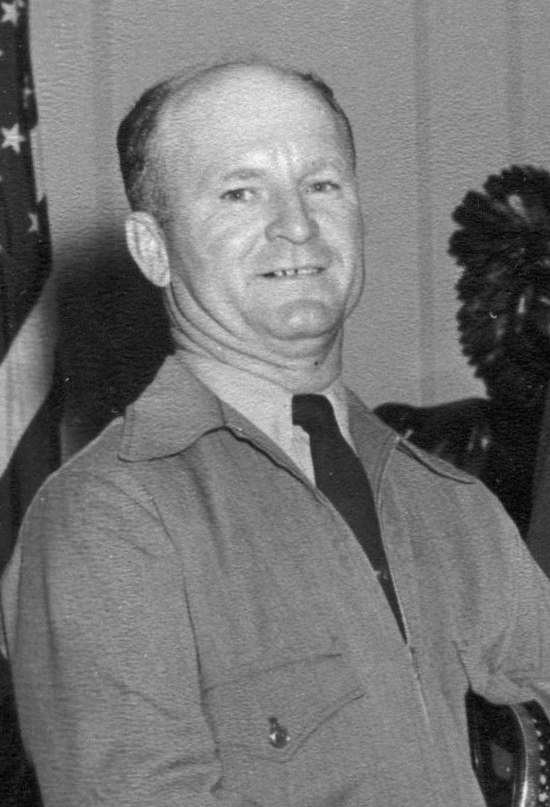

Une Harrington jacket est une veste. Il s'agit d'un vêtement léger, de mi-saison, en toile fine et généralement doublé en Tartan Royal Stewart. Elle est d'abord pensée pour la pratique du golf, et portée initialement dans les quartiers de haute bourgeoisie. Puis elle se diffuse dans les milieux musicaux britanniques et devient un vêtement emblématique des sous-cultures anglaises : punk, rock, Mods, skinheads.

## Historique

### Naissance du vêtement de golf (années 1930)
La modèle nait dans les années 1930 : il s'agit d'un vêtement léger, de mi-saison, en toile fine et généralement doublé en Tartan Royal Stewart. Son tissu est imperméable et sa coupe courte est adaptée à la pratique du golf, sport pour lequel il a été conçu à l'origine. Les marques Baracuta et Grenfell lancent un modèle proche et se disputent sa paternité. La marque anglaise Baracuta crée le blouson de golf, alors appelé G9,, qui serait donc la marque à l'origine des premiers Harringtons.

### Adaptation au monde du travail (années 50)
La veste Harrington dans les années 1950 devient un vêtement de travail pour les camionneurs, avec des poches extérieures semblables à une veste ike (en).

### Arrivée du surnom "Harrington" (années 1960)
« Harrington » est un surnom qui est apparu dans les années 1960. Ce nom trouve son origine dans un feuilleton à succès diffusé à la télévision américaine : Peyton Place. L'un des personnages, joué par Ryan O’Neal, s’appelait Rodney Harrington et portait un blouson de golf G9, de la marque anglaise Baracuta. Ce blouson, célèbre grâce à la série et au personnage de Rodney Harrington, est donc devenu un « Harrington ». Ce blouson devient également à la même époque symbole du style Ivy League.

### Appropriation par les sous-cultures urbaines
Les cultures urbaines britanniques s'approprient progressivement la veste. Les mods dès les années 50. Puis les années skinheads dans les années 60. Et enfin les punks dans les années 70.

### Célébrités ayant popularisé le Harrington
De nombreux artistes, acteurs, chanteurs ou sportifs ont également contribué à rendre le Harrington célèbre, comme entre autres Joe Strummer (The Clash), Elvis Presley, Steve McQueen, ou plus récemment Daniel Craig dans son costume de James Bond.

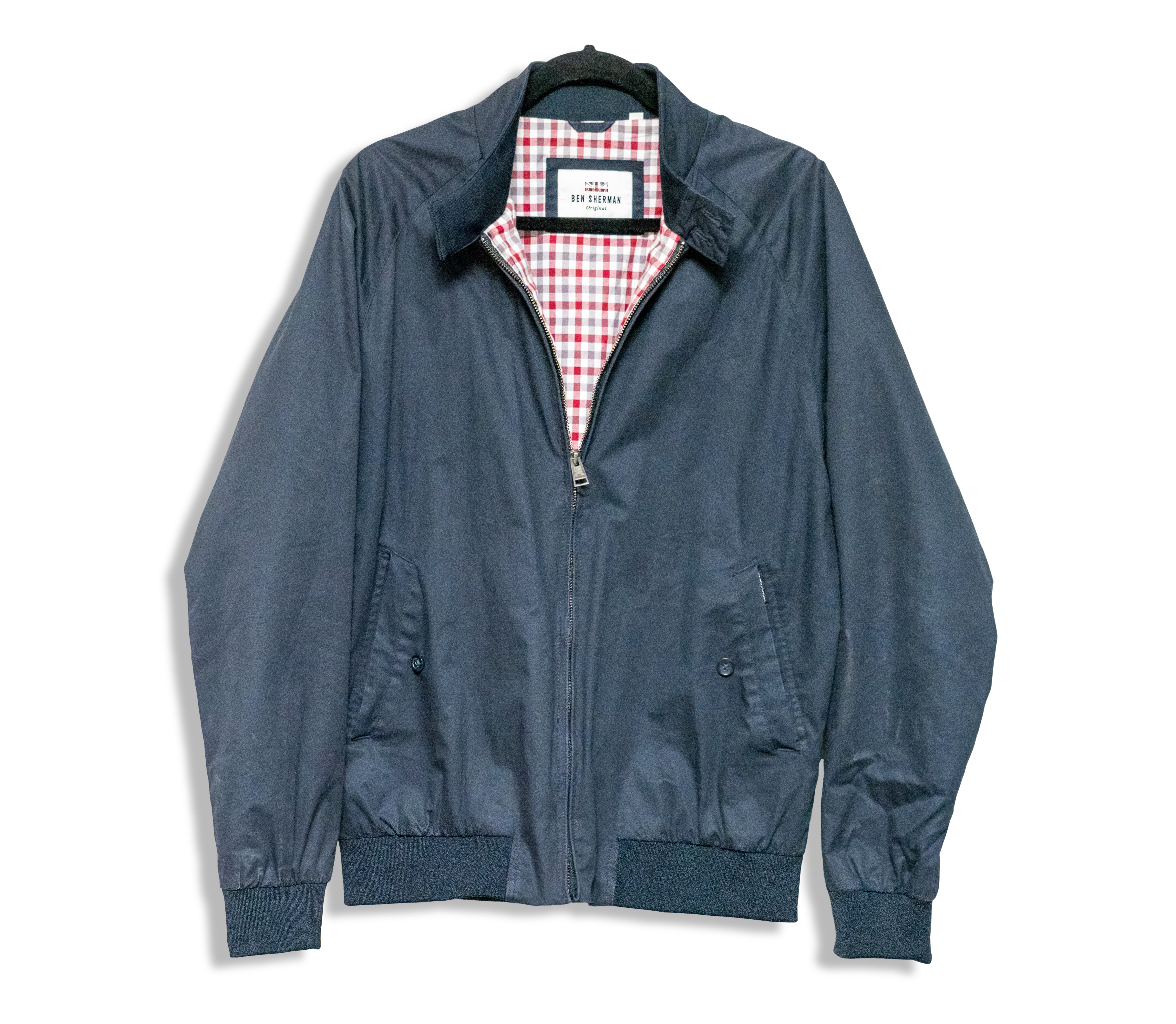
Veste Harrington de marque Ben Sherman.
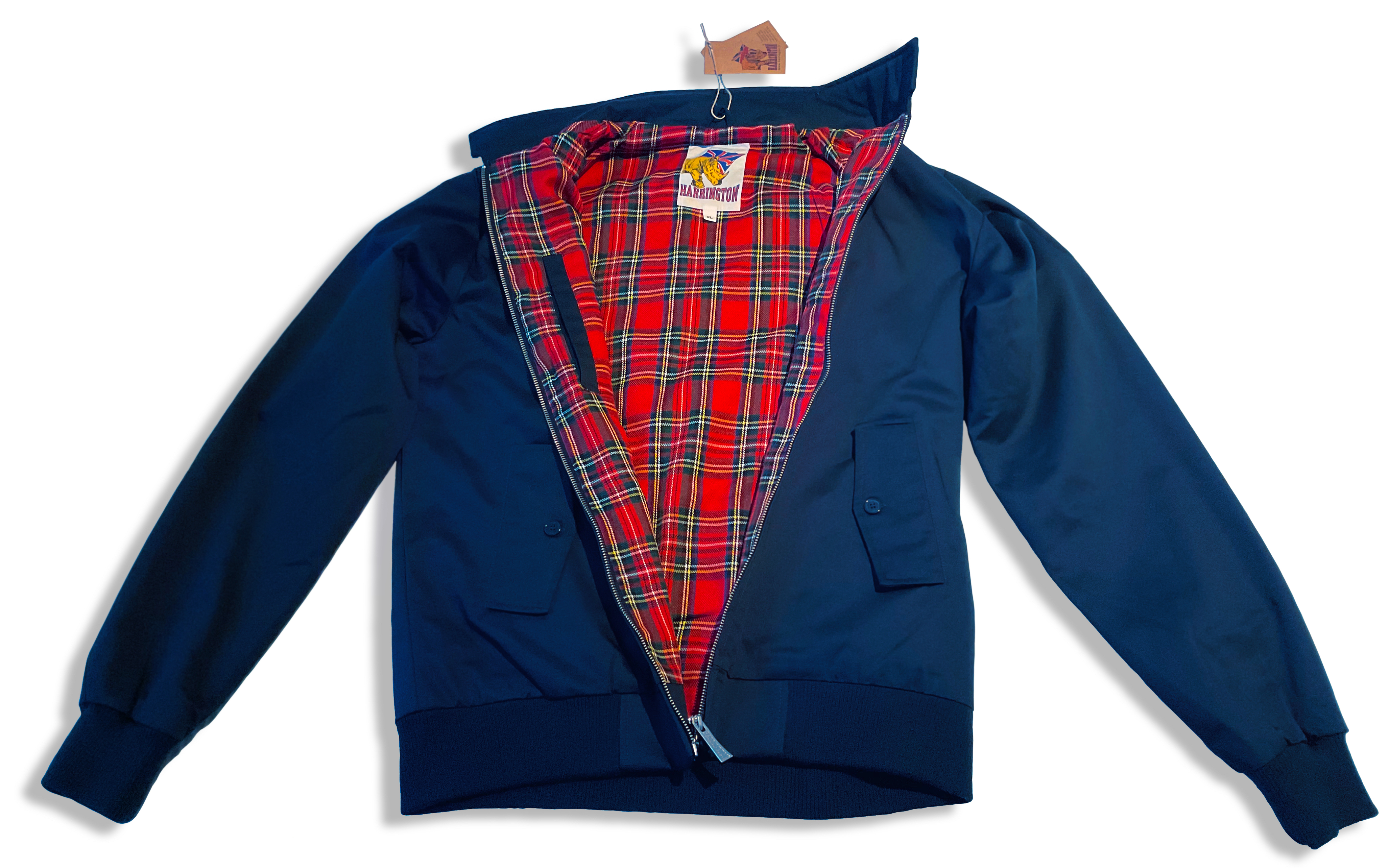
Harrington de la marque française Harrington, avec doublure en Tartan Royal Stewart.

### Production actuelle
Il existe une marque française du nom de Harrington. Elle a été déposée en 1985. Une partie de la production est à présent réalisée en France, à Tours ou la première boutique Harrington a ouvert son magasin